# 中山惇
中山 惇（なかやま まこと、1889年（明治22年）4月1日 - 1967年（昭和42年）1月30日）は、大日本帝国陸軍軍人。最終階級は陸軍中将。

## 経歴
1889年（明治22年）に香川県で生まれた。陸軍士官学校第23期、陸軍大学校第33期卒業。1935年（昭和10年）に陸軍歩兵大佐に進級し、旭川連隊区司令官に就任した。1937年（昭和12年）に歩兵第49連隊長を経て、1939年（昭和14年）に陸軍少将に進級し、留守第1師団司令部附に転じた。
1940年（昭和15年）に独立混成第14旅団に転じ、日中戦争に出動。九江の警備に当たり、冬季反撃作戦、浙贛作戦で戦果を収めた。1942年（昭和17年）4月に陸軍中将に進級し、独立混成第14旅団を根幹に新設された第68師団長に親補される。1943年（昭和18年）に参謀本部附となり、1944年（昭和19年）3月1日に待命、3月2日に予備役に編入された。同年4月20日に召集され、留守第3師団長に就任。1945年（昭和20年）3月31日に西部軍管区兵務部長に転じ、7月5日に関東軍総司令部附となる。7月16日には第136師団長に親補され、奉天市で終戦を迎えた。